# Órgão tuberoso

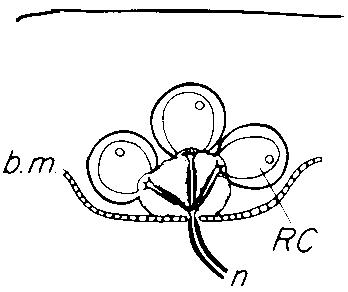
Um órgão tuberoso desenhado pelo anatomista alemão Viktor Franz, em 1921. RC = célula receptora; b.m. = membrana basal; n = nervo. Linha na parte superior = superfície da pele.
O órgão está embutido na pele dos peixes mormíridos, que se localizam ativamente por meio da geração de breves pulsos elétricos com seu órgão elétrico. Os retornos dos pulsos, distorcidos por quaisquer objetos próximos, como presas, são detectados pelos órgãos knollen distribuídos ao redor do corpo do peixe.

Um órgão tuberoso é um eletrorreceptor na pele de peixes fraco-elétricos da família Mormyridae da África. A estrutura foi descrita pela primeira vez por Viktor Franz (1921), um anatomista alemão que não conhecia sua função. Eles recebem o nome de "Knolle", palavra alemã para "raiz tuberosa", que descreve sua estrutura, que também deu base para o nome em inglês desse órgão, Knollenorgan.

## Estrutura e função
Os órgãos tuberosos contêm células epiteliais modificadas que atuam como transdutores sensoriais para campos elétricos. Além destas, existem células de suporte e um neurônio sensorial [en]. O neurônio se projeta para o cérebro do peixe, especificamente para o núcleo do lobo da linha lateral eletrossensorial da medula oblonga, através do ramo posterior do nervo da linha lateral.
Os órgãos estão embutidos na epiderme espessada. As células receptoras ficam enterradas nas camadas mais profundas da epiderme, onde se expandem para uma bolsa nas camadas superficiais do cório. O órgão sensorial é cercado por uma membrana basal que separa o cório da epiderme. Células epiteliais formam um tampão frouxo sobre os receptores sensoriais, permitindo que a corrente acoplada por capacitância passe do ambiente externo para o receptor sensorial.
Os órgãos tuberosos não possuem o canal preenchido com geleia que vai das células receptoras sensoriais ao ambiente externo, característico das ampolas de Lorenzini encontradas em tubarões e outros grupos basais de peixes. Estes órgãos são sensíveis a estímulos elétricos em frequências entre 20 hertz e 20 quilohertz, com campos elétricos tão pequenos quanto 0,1 milivolt por centímetro. Eles são usados para detectar as fracas descargas de órgãos elétricos de outros peixes elétricos, geralmente de sua própria espécie.